# Иванова, Минодора Макаровна
Минодора Макаровна Иванова (1 октября 1922 — 1 марта 2014) — советский геолог, профессор Московского института нефтехимической и газовой промышленности, профессор Государственной академии нефти и газа, лауреат Ленинской премии.

## Биография
Родилась 1 октября 1922 г. в с. Речица Орловской области. Окончила Московский нефтяной институт.
- 1946—1950 — геолог, главный геолог комплексного нефтепромысла Эхаби (Сахалин).
- 1950—1962 — главный геолог НГДУ Лениногорскнефть, главный геолог треста «Бугульманефть», заместитель директора Татарского нефтяного НИИ (Татарская АССР).
- 1962—1965 — главный специалист Государственного комитета топливной промышленности.
- 1965—1974 — заместитель начальника Главного геологического управления Министерства нефтяной промышленности СССР.
- 1974—1991 — заведующая кафедрой промысловой геологии нефти и газа Московского института нефтехимической и газовой промышленности. Затем до 2001 г. профессор кафедры.

Учёный секретарь Центральной комиссии по разработке нефтяных месторождений СССР (1962—1973).
В 1962 г. защитила кандидатскую диссертацию на тему «Анализ разработки Абдрахмановской и Ромашкинской площадей Ромашкинского месторождения». В 1972 г. защитила докторскую диссертацию на тему «Динамика отбора нефти и жидкости из залежей при вытеснении нефти водой (по данным опыта разработки нефтяных месторождений)». Профессор (1976).
Лауреат Ленинской премии (1962) — за новую систему разработки нефтяных месторождений с применением внутриконтурного заводнения и её осуществление на крупнейшем в СССР Ромашкинском нефтяном месторождении.
Дважды лауреат премии имени И. М. Губкина (1977, 1989). Заслуженный деятель науки и техники РСФСР. Заслуженный геолог РСФСР (1973). Награждена двумя орденами Трудового Красного Знамени (1959, 1966), орденом «Знак Почёта» (1986), медалями «За оборону Москвы», «За доблестный труд в Великой Отечественной войне 1941—1945 гг.». Почётный нефтяник (1972); Почётный работник газовой промышленности (1982).
Умерла 1 марта 2014 г.

## Публикации
Автор научных трудов:
- Динамика добычи нефти из залежей [Текст] / М. М. Иванова. — Москва : Недра, 1976. — 247 с.
- Нефтегазопромысловая геология и геологические основы разработки месторождений нефти и газа : [Учеб. по спец. «Геология нефти и газа»] / М. М. Иванова, Л. Ф. Дементьев, И. П. Чоловский. — 2-е изд., перераб. и доп. — М. : Недра, 1992. — 383 с.
- Нефтегазопромысловая геология и геологические основы разработки месторождений нефти и газа [Текст] : [учеб. для вузов по спец. «Геология и разведка нефт. и газовых месторождений»] / М. М. Иванова, Л. Ф. Дементьев, И. П. Чоловский. — Москва : Недра, 1985. — 422 с.
- Нефтегазопромысловая геология : учебник для студентов вузов, обучающихся по специальности «Геология нефти и газа» / М. М. Иванова, И. П. Чоловский, Ю. И. Брагин. — Москва : Недра, 2000. — 413, [1] с. : ил.; 21 см. — (Высшее образование).; ISBN 5-8365-0032-0
- Нефтегазопромысловая геология : Терминол. справ. / [М. М. Иванова и др.]; Под ред. М. М. Ивановой. — 2-е изд., перераб. и доп. — М. : АО «ТВАНТ», 1994. — 277,[2] с.